# 톈궁 1호
천궁1호(天宮1號) 혹은 톈궁 1호(중국어: 天宫一号)는 중국 최초의 프로토타입 우주 정거장이다. 천궁의 한자어는 '天宮'으로 하늘의 궁전이라는 뜻이다. 중국의 고전 소설 〈서유기〉에서 손오공이 천상의 궁궐(천궁)에 올라가 소란을 피우는 장면이 나오는데, 여기서 우주정거장 이름을 땄다. 그리고 대중메체에서는 영화 그래비티에 등장한다.

## 계획과 운영
천궁 1호의 계획 수명은 2년이며, 무인이나 유인 우주선과의 도킹 연습에 목적을 두었다. 이에 따라 선저우 8호, 선저우 9호, 선저우 10호와의 도킹 계획을 세웠다. 창정 2F 로켓에 실려 주취안 위성발사센터에서 2011년 9월 29일 21시 16분(현지시간)에 발사되었다. 이로써 러시아, 미국에 이어 세계 3번째 우주정거장 발사국이 되었다. 2011년 11월 3일, 선저우 8호와 도킹이 완료되었다. 천궁 1호는 길이 10.4ｍ, 최대 직경 3.35ｍ, 무게 8.5t으로 구성되었다. 규모는 작은 편으로 용도는 우주정거장이지만 크기는 실험실 정도에 가깝다. 기존에 계획했던 선저우 8 ~ 10호와의 도킹 임무 뿐 아니라 우주인 거주 실험도 수행하였다. 기존 2년의 설계 수명에 따라 2013년 6월 선저우 10호의 지구 귀환을 마지막으로 주요 임무를 마쳤다. 하지만 중국국가항천국의 지속적인 운용 관리로 수명을 3년 가까이 추가 연장하였다. 그에 따라 2011년부터 2016년 3월까지 지구 궤도에서 1천 630일간 머무를 수 있었다. 수명 연장 기간 동안 중국측은 우주정거장의 설계, 제조, 관리, 통제를 위한 지식, 경험, 기술 데이터를 확보하였다고 한다.

## 통제 불능 상태와 낙하

2017년 3월 부터의 천궁 1호의 고도. 파란색 : 근지점 고도, 노란색 : 원지점 고도

천궁 1호는 기계·기술적 결함이 발생하면서 2016년 9월부터는 통제 불능 상태에 돌입하여, 지구로 추락하기 시작했다. 대형 비행체인만큼 낙하 도중 분리된 파편이 대기 중에서 미처 다 타지 않고 지구 표면에 떨어질 가능성이 있었기 때문에, 낙하가 예상되는 범위 내의 국가들은 한때 경계 상태에 돌입하기도 했다. 중국 유인우주선 공정판공실(CMSEO) 발표에 따르면, 천궁 1호는 2018년 4월 2일 오전 8시 15분(UTC+08:00) 지구 대기권에 진입해 파편 대부분이 소멸했으며, 남태평양 중부의 타히티 섬에서 멀리 떨어진 해상에 일부 잔해가 낙하했다.
| 날짜 (CST)            | 평균 고도 | 근지점 고도 | 원지점 고도 | 궤도 경사 | 각주                             |
| --------------------- | --------- | ----------- | ----------- | --------- | -------------------------------- |
| 2017/3/20             | 348.3     | 334.8       | 361.8       | 42.8      | 보관됨 2019-06-01 - 웨이백 머신  |
| ---                   | ---       | ---         | ---         | ---       | ---                              |
| 2018/1/07             | 281.3     | 265.1       | 297.4       | 42.77     | [ 깨진 링크 ( 과거 내용 찾기 ) ] |
| ---                   | ---       | ---         | ---         | ---       | ---                              |
| 2018/3/14             | 240.8     | 233.4       | 248.2       | 42.68     | [ 깨진 링크 ( 과거 내용 찾기 ) ] |
| 2018/3/15             | 239.5     | 232.5       | 246.5       | 42.67     | [ 깨진 링크 ( 과거 내용 찾기 ) ] |
| 2018/3/16             | 237.8     | 231.0       | 244.7       | 42.66     | [ 깨진 링크 ( 과거 내용 찾기 ) ] |
| 2018/3/17             | 235.9     | 229.3       | 242.6       | 42.66     | [ 깨진 링크 ( 과거 내용 찾기 ) ] |
| 2018/3/18             | 233.8     | 227.3       | 240.4       | 42.65     | 보관됨 2018-03-19 - 웨이백 머신  |
| 2018/3/19             | 231.8     | 225.4       | 238.2       | 42.65     | [ 깨진 링크 ( 과거 내용 찾기 ) ] |
| 2018/3/20             | 229.3     | 222.9       | 235.8       | 42.65     | 보관됨 2018-03-29 - 웨이백 머신  |
| 2018/3/21             | 227.0     | 220.3       | 233.6       | 42.64     | 보관됨 2018-03-31 - 웨이백 머신  |
| 2018/3/22             | 224.8     | 217.8       | 231.8       | 42.64     | [ 깨진 링크 ( 과거 내용 찾기 ) ] |
| 2018/3/23             | 222.4     | 215.1       | 229.6       | 42.64     | [ 깨진 링크 ( 과거 내용 찾기 ) ] |
| 2018/3/24             | 219.4     | 211.6       | 227.2       | 42.65     | [ 깨진 링크 ( 과거 내용 찾기 ) ] |
| 2018/3/25             | 216.2     | 208.1       | 224.3       | 42.65     | [ 깨진 링크 ( 과거 내용 찾기 ) ] |
| 2018/3/26             | 212.0     | 203.9       | 220.0       | 42.65     | 보관됨 2018-03-31 - 웨이백 머신  |
| 2018/3/27             | 207.7     | 199.2       | 216.3       | 42.66     | 보관됨 2018-03-31 - 웨이백 머신  |
| 2018/3/28             | 202.3     | 193.9       | 210.8       | 42.67     | [ 깨진 링크 ( 과거 내용 찾기 ) ] |
| 2018/3/29             | 196.4     | 188.5       | 204.3       | 42.67     | 보관됨 2018-04-01 - 웨이백 머신  |
| 2018/3/30             | 189.5     | 181.8       | 197.2       | 42.68     | 보관됨 2018-04-02 - 웨이백 머신  |
| 2018/3/31             | 179.0     | 171.8       | 186.2       | 42.69     | [ 깨진 링크 ( 과거 내용 찾기 ) ] |
| 2018/4/01 AM 8:00 CST | 167.6     | 161.0       | 174.3       | 42.70     | 보관됨 2018-04-01 - 웨이백 머신  |

## 같이 보기
- 우주 쓰레기